# PATスタジアム
PATスタジアム（タイ語: สนามการท่าเรือ、英: PAT Stadium）は、タイ王国のバンコク・クローントゥーイ区にある競技場である。

## 概要
収容人数は12,000人。主にサッカーの試合に用いられ、タイ・リーグ1に所属するタイ・ポートFCがホームスタジアムとして利用している。

## ギャラリー

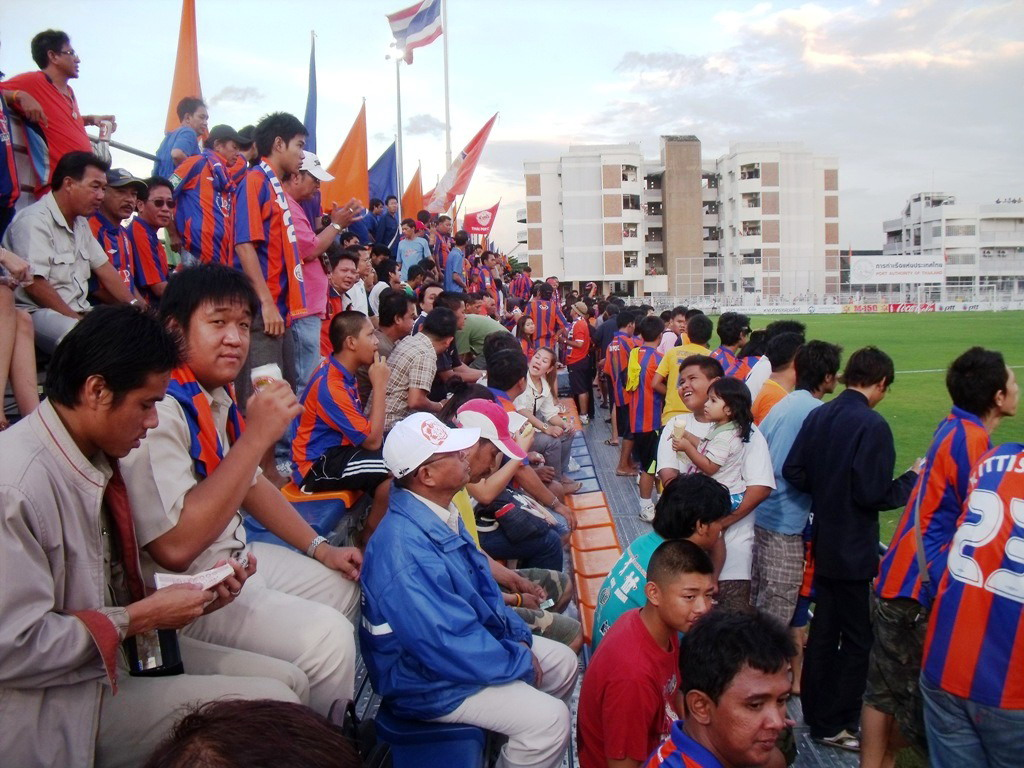
観客席の様子
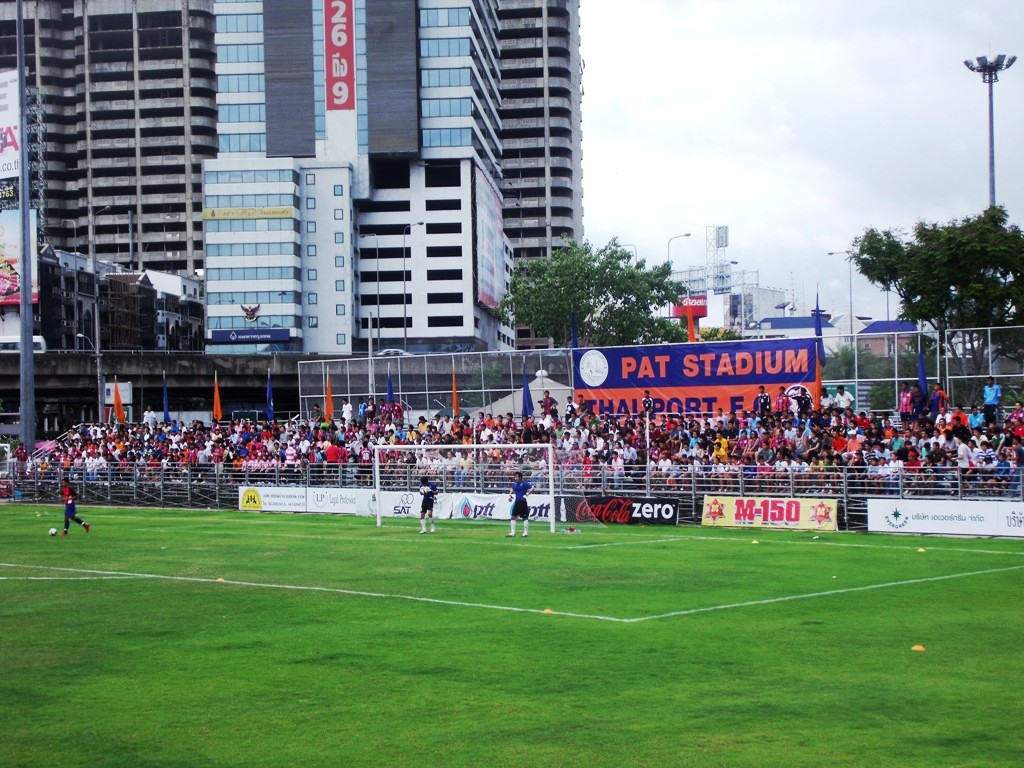
新スタンド
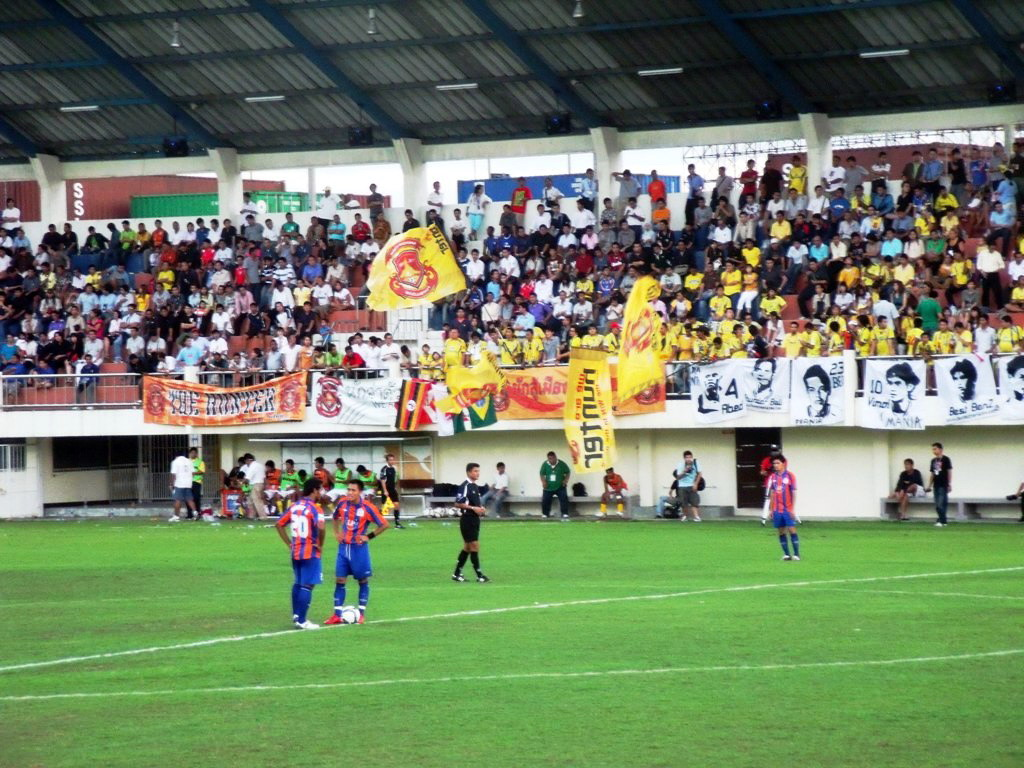
メインスタンド
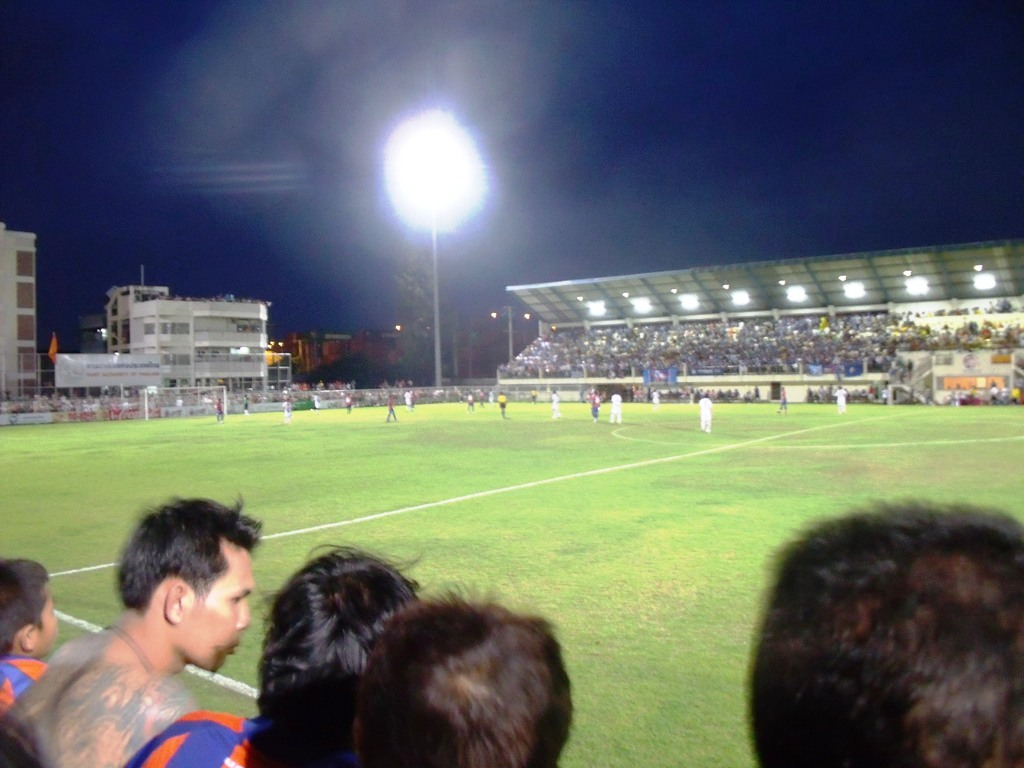
夜のスタジアムの様子